# Šamac
Šamac (pronunciado /shámats/ en fonética española; en serbio: Општина Шамац) es una municipalidad que se localiza en la región de Doboj, perteneciente a la República Srpska, en Bosnia y Herzegovina.

## Localidades
La municipalidad de Bosanski Šamac se encuentra subdividida en 22 localidades:
- Batkuša
- Bazik
- Brvnik
- Crkvina
- Domaljevac
- Donja Slatina
- Donji Hasić
- Gajevi
- Gornja Slatina
- Gornji Hasić
- Grebnice
- Kornica
- Kruškovo Polje
- Novo Selo
- Obudovac
- Pisari
- Prud
- Srednja Slatina
- Šamac (Bosanski Šamac)
- Škarić
- Tišina
- Zasavica

## Geografía
Esta municipalidad está en la orilla derecha del río Sava. En el otro lado del río esta Slavonski Šamac que se encuentra en Croacia. La ciudad está situada en una posición estratégica cerca del pasillo que conecta el norte-oeste y el suroeste de la República Serbia de Bosnia, cerca del Distrito de Brčko.

## Demografía
Si se considera que la superficie total de este municipio es de 184 kilómetros cuadrados y su población está compuesta por unas 32.960 personas, se puede estimar que la densidad poblacional de esta municipalidad es de 179 habitantes por cada kilómetro cuadrado de esta división administrativa.